# La burbuja
La Burbuja (en hebreo: הבועה, Ha-Buah) es una película israelí del año 2006 dirigida por Eytan Fox. El guion está escrito por Eytan Fox y Gal Uchovsky. Trata sobre la historia de amor de un israelí judío y un palestino en Tel Aviv.
Eytan Fox ha reconocido que la motivación que le puede haber llevado a hacer la película fue el haberse enamorado él mismo de un chico palestino cuando estaba haciendo el servicio militar.

## Trama
Noam (Ohad Knoller), es un joven israelí que como reservista tiene que trabajar en un punto de control en la frontera con Palestina. Un día que una mujer palestina da a luz a un bebé muerto se fija en uno de los palestinos retenidos en el punto de control, Ashraf (Yousef Sweid). Cuando termina sus obligaciones con el ejército vuelve a Tel Aviv, donde comparte piso con un chico, Yali (Alon Friedman) y una chica, Lulu (Daniela Virtzer).
Ashraf aparece en el piso para devolverle a Noam su identificación, que había perdido en el punto de control. Ashraf y Noam se sienten fuertemente atraídos y pasan la noche juntos. Noam, Lulu y Yali, que forman parte de una organización pacifista de izquierda de jóvenes que están en contra la ocupación de los Territorios Palestinos deciden que Ashraf se quedará a vivir con ellos, ya que en Palestina no podría vivir libremente como gay, y trabajará en el bar de Yelli, haciéndose para ello pasar por judío y tomando el nombre de Shimi. Sin embargo cuando un exnovio de Lulu descubre su tapadera, Ashraf se asusta y decide volver a Nablus.
Noam y Lulu consiguen entonces pases de prensa y se hacen pasar por periodistas franceses para poder cruzar a los Territorios Palestinos. Viajan hasta Nablus y llegan a casa de Ashraf, donde dicen estar interesados en hacer un reportaje sobre una típica boda palestina, ya que la hermana de Ashraf, Rana, se va a casar próximamente con Jihad, un militante de Hamás. Durante esta visita, Jihad sorprende a Noam y Ashraf besándose y amenaza con revelárselo al resto de la familia si no acepta casarse con su hermana Samira.
Poco después Ashraf volverá a Tel Aviv para asistir a una rave contra la guerra organizada por el grupo de amigos de Noam. De vuelta en Nablús, Ashraf le dice a su hermana que es gay, la cual no lo acepta y no quiere ni oírlo hablar del tema.
Durante la boda, Ashraf oye a su ya cuñado Jihad hablar por teléfono sobre un ataque suicida en Tel Aviv. Yali resultará herido en la explosión y quedará paralítico. En el hospital Noam rechaza responder a las llamadas de Ashraf, quien está preocupado por si le ha pasado algo a Noam o a sus amigos.
Al día siguiente, Rana, la hermana de Ashraf y mujer de Jihad muere en una intervención militar del ejército israelí en busca de los responsables de organizar el atentado. Jihad decide vengar a Rana como terrorista suicida en Tel Aviv y mientras está grabando un vídeo en el que explica sus motivos, Ashraf aparece y dice que tomará su lugar.
Cuando Ashraf está a punto de accionar el cinturón de explosivos que lleva consigo justo enfrente del café de Yali, donde había trabajado cuando vivía en Tel Aviv, ve a Noam dentro, se arrepiente e intenta alejarse para que la bomba cause el menor daño posible. Noam se acerca a él y los dos mueren en la explosión.
La película termina con una escena en la que se puede ver a Ashraf y Noam de niños, jugando juntos en Jerusalén, y la voz de Noam diciendo que si hay algo después de la muerte, quizá entonces tengan la oportunidad de amarse que la guerra les negó.

## Banda sonora
En la película aparece el famoso cantante israelí Ivri Lider versionando la canción The man I love (El hombre que amo), interpretándose a sí mismo en una actuación en un club al que van Noam y sus amigos.

## Premios
- Festival Internacional de Cine LGBT de Toronto (2007)
  - Premio del público al mejor director
- Festival Internacional de Cine LGBT de Turín (2007)
  - Premio del público a la mejor película
- Festival Internacional de Cine de Durban (2007)
  - Mejor guion
- Festival Internacional de Cine de Berlín (2007)
  - Premio de los lectores de la revista de temática LGBT Siegessäule al mejor director
  - Premio CICAE al mejor director